# Jean-Michel Cina

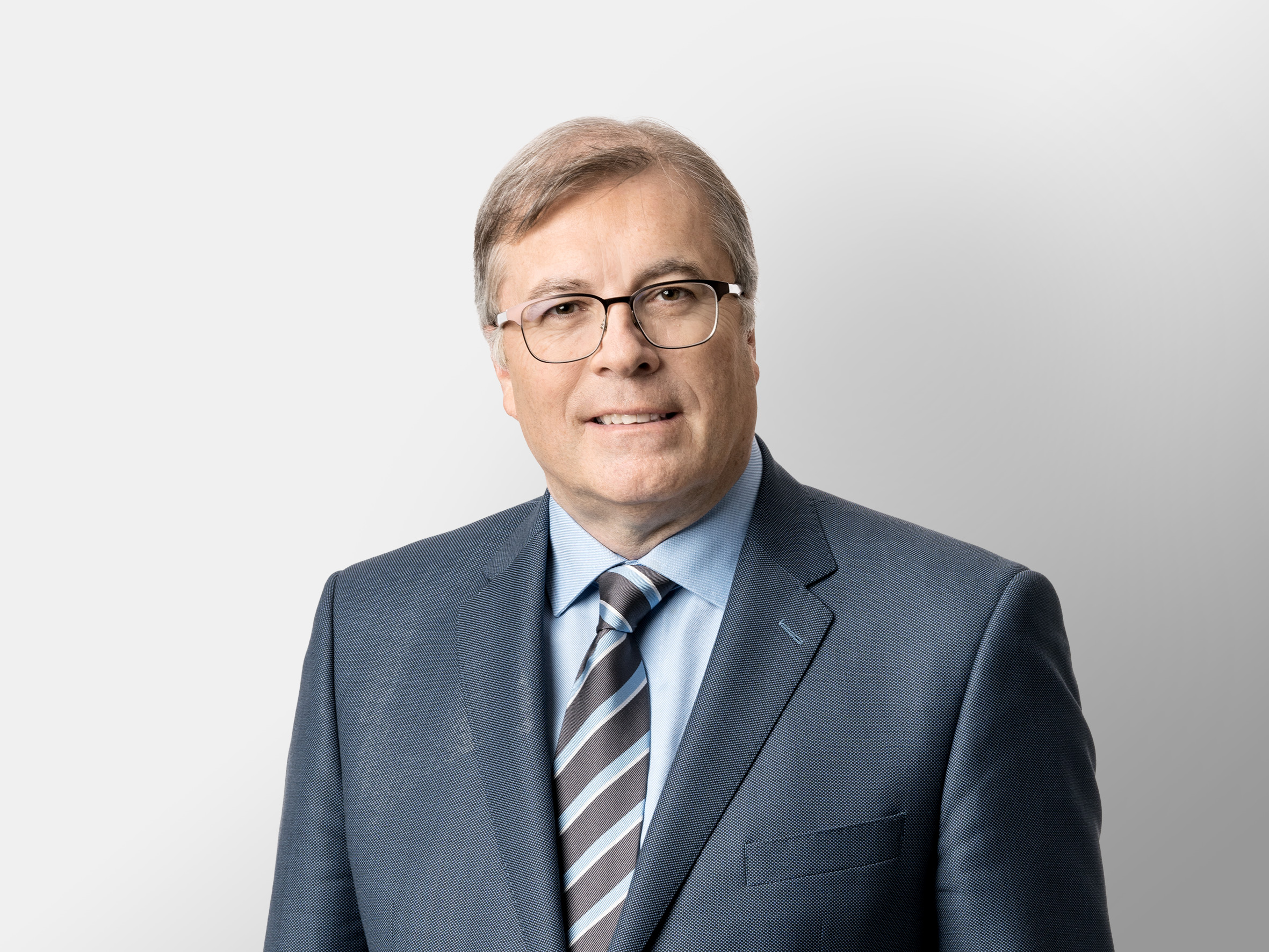
Jean-Michel Cina (2019)

Jean-Michel Cina (* 2. Juli 1963 in Salgesch) ist ein Schweizer Politiker (CVP). Von 1999 bis 2005 gehörte er für dem Nationalrat an, von 2005 bis 2017 war er Staatsrat des Kantons Wallis. Seit dem 1. Mai 2017 ist er Präsident der Schweizerischen Radio- und Fernsehgesellschaft (SRG).

## Biografie
Jean-Michel Cina wurde 1963 in Salgesch im Kanton Wallis geboren, wo er heute mit seiner Frau Nadine und den gemeinsamen zwei Kindern lebt.
Nach dem Besuch des Kollegiums Spiritus Sanctus in Brig studierte Cina Rechtswissenschaften an der Universität Bern und schloss sein Studium 1989 mit einem Lizenziat ab. Daraufhin wurde er zum wissenschaftlichen Mitarbeiter im Rechtsdienst der Bundeskanzlei ernannt und beendete anschliessend seine juristische Ausbildung mit dem Erwerb des Anwaltspatents im Jahre 1995 sowie des Notariatspatents 1996. Während 10 Jahren übte er seinen Beruf als Anwalt und Notar in einer Visper Anwaltskanzlei aus. Nach seiner politischen Karriere ist er seit 1. Mai 2017 Präsident der Schweizerischen Radio- und Fernsehgesellschaft (SRG).

## Politische Laufbahn

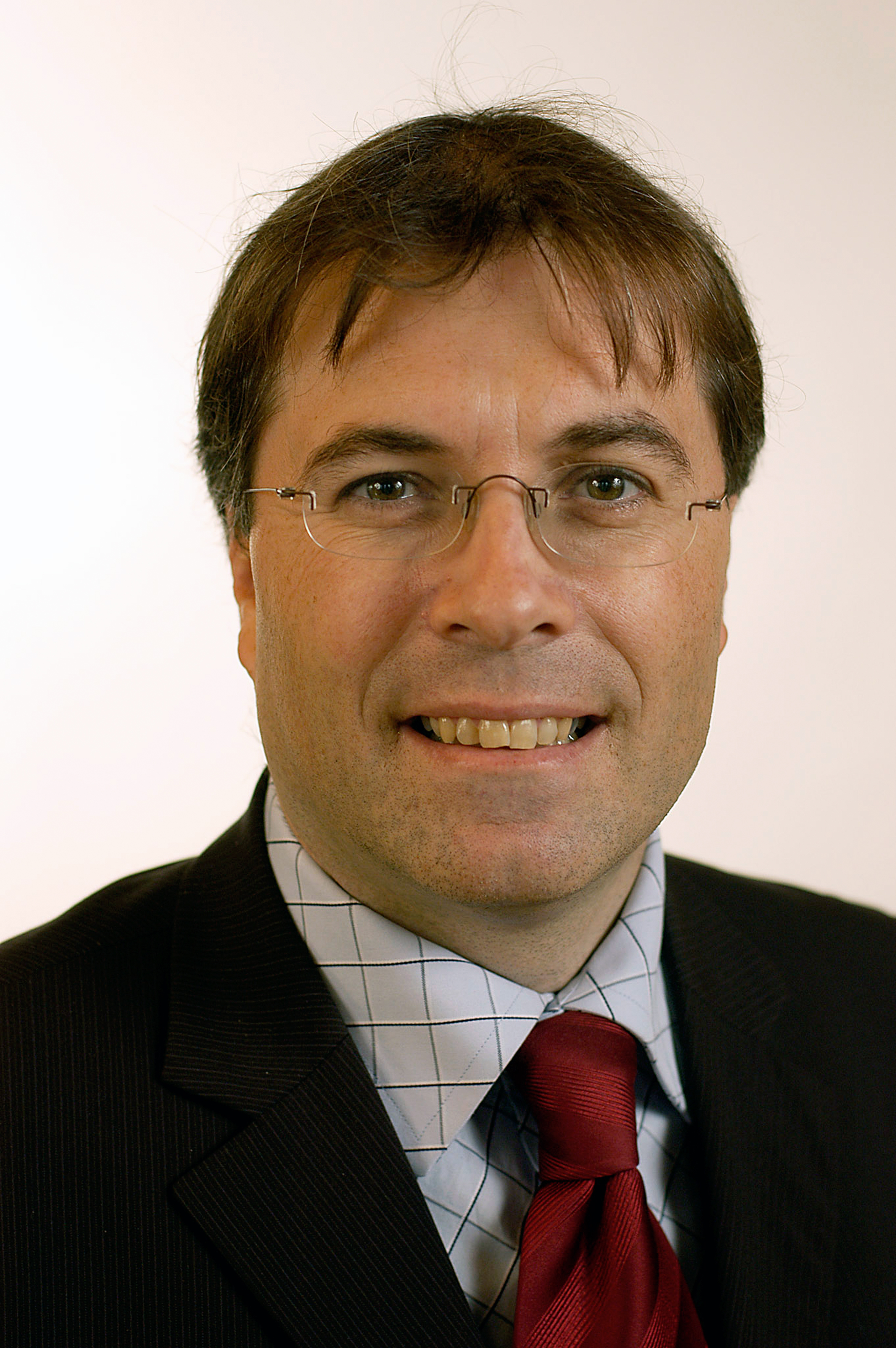
Jean-Michel Cina (2003)

Von Januar 1993 bis Dezember 2004 hatte Cina das Amt als Gemeindepräsident von Salgesch inne. 1993 wurde er zum Ersatzmann und 1997 zum Mitglied des Grossen Rates des Kantons Wallis für den Bezirk Leuk gewählt, bevor er 1999 den Sprung in den Nationalrat schaffte. Im Jahre 2002  wurde er zum Fraktionspräsidenten der Christlichdemokratischen Volkspartei im Bundesparlament gewählt. Seine Partei wurde während seiner Amtszeit als Fraktionspräsident mit der Abwahl der CVP-Bundesrätin Ruth Metzler konfrontiert. Metzler warf Cina, Bundesrat Joseph Deiss und dem Präsidenten der CVP Schweiz, Philipp Stähelin, in ihrem Buch Grissini und Alpenbitter. Meine Jahre als Bundesrätin vor, bei den Bundesratswahlen im Jahr 2003 eine zu kurzsichtige Strategie gewählt zu haben.
Als Nationalrat hat sich Cina für zahlreiche Anliegen eingesetzt, darunter mit einem parlamentarischen Vorstoss für ein Gesetz für Risikosportarten, das 2007 auf Walliser und schliesslich 2010 auf Bundesebene umgesetzt wurde.
Am 9. März 2005 wurde Cina in stiller Wahl im 2. Wahlgang als Kandidat mit den meisten Stimmen (46 %) in den Walliser Staatsrat gewählt und legte daraufhin sein Nationalratsmandat zugunsten des Amtes als Vorsteher des Departements für Volkswirtschaft, Energie und Raumentwicklung (DVER) nieder. 2009 wurde er in stiller Wahl im 2. Wahlgang als Kandidat mit den meisten Stimmen der im 1. Wahlgang nicht gewählten (40 %) wiedergewählt. 2013 wurde er als Drittbester (36 % der Stimmen) wiedergewählt. Während seiner zwölf Jahre im Staatsrat war er 2009/2010 und 2013/2014 dessen Vizepräsident sowie 2008/2009, 2010/2011 und 2014/2015 dessen Präsident. Von 2014 bis zu seinem Ausscheiden aus dem Staatsrat war er zudem Präsident der Konferenz der Kantonsregierungen (KdK). Zu den Wahlen im März 2017 trat er nicht mehr an.

## Mandate
- (Stand Juli 2023)[9]
- Air Zermatt AG, Zermatt (Verwaltungsrat)
- Air-Glaciers SA, Sitten (Vize-Verwaltungsratspräsident)
- Zermatt Bergbahnen AG, Zermatt (Vize-Verwaltungsratspräsident)
- Ingenes AG, Naters (Verwaltungsrat)
- Interkantonale Geldspielaufsicht Gespa, Bern (Präsident des Aufsichtsrats)
- Fondation Gaston-F. Barras, Crans-Montana (Stiftungsrat).
- Ehrenpräsident Regionaler Naturpark Pfyn-Finges[10]
- Ehrenpräsident des Netzwerks Schweizer Pärke[11]